# Заслужений машинобудівник України
Заслужений машинобудівник України  — державна нагорода України — почесне звання України, яке надається Президентом України відповідно до Закону України «Про державні нагороди України». Згідно з Положенням про почесні звання України від 29 червня 2001 року, це звання присвоюється:
|  | працівникам підприємств, об'єднань та організацій, науково-дослідних і проектних інститутів, конструкторських бюро і лабораторій авіаційної, оборонної, електронної, суднобудівної, верстатобудівної, інструментальної, автомобільної, електротехнічної промисловості, радіопромисловості, загального, середнього, енергетичного, транспортного, тракторного, сільськогосподарського, хімічного, нафтового, будівельного, шляхового, комунального машинобудування, приладобудування, засобів автоматизації, систем керування, машинобудування для легкої, харчової, деревообробної промисловості і побутових приладів та інших галузей машинобудування і металообробки за значні успіхи у виконанні виробничих завдань, підвищення продуктивності праці, створення нових конкурентоспроможних зразків вітчизняної техніки |

Особи, яких представляють до присвоєння почесного звання «Заслужений машинобудівник України», повинні мати вищу або професійно-технічну освіту.

Нагрудний знак до почесного звання «Заслужений машинобудівник України» (первинний вигляд)